# Radio dla mass
Radio dla mass – drugi album studyjny polskiej grupy muzycznej Crew. Wydawnictwo ukazało się 29 maja 2000 roku nakładem wytwórni muzycznej Sony Music Entertainment Poland. Nagrania zostały zarejestrowane na przestrzeni sierpnia i września 1999 roku w gdańskim Red Studio. Miksowanie odbyło się w BonAir Studios. Płytę promował singel i teledysk do utworu "Podróże myślą...".
W 2000 roku wydawnictwo uzyskało nominację do nagrody polskiego przemysłu fonograficznego Fryderyka w kategorii Album Roku - Hard & Heavy.

## Lista utworów[6]
1. "Podróże myślą..." - 04:27
2. "Implozja" - 03:11
3. "Chwila wymaga" - 04:17
4. "Energia kinetyczna" - 04:28
5. "...nie obrażając mroowek" - 04:14
6. "Ptak typu delfin" - 04:21
7. "Identyczny z naturalnymi" - 04:30
8. "Sztuka to sztuka" - 04:26
9. "Coś do zabawy" - 04:21
10. "Określona ilość" - 21:33

## Twórcy[6]
- Jarosław Chęć - śpiew, gitara
- Paweł "Jason" Dąbrowski - gitara basowa
- Jarosław Prondziński - instrumenty klawiszowe
- Karol "Toy" Skrzyński-Paszkowicz - perkusja
- Michał Lange L`angelab Version - okładka, oprawa graficzna
- Tomasz Bonarowski - realizacja instrumentów perkusyjnych, mastering, miksowanie, produkcja muzyczna
- Piotr Łukaszewski - realizacja gitar, mastering, produkcja muzyczna
- M. Bogusławski - realizacja wokaliz
- A.P. Wojciechowski - produkcja muzyczna